# 绍科罗帕特考
绍科罗帕特考，是匈牙利杰尔-莫雄-肖普朗州所辖的一个村。总面积16.86平方公里，总人口1083，人口密度64.2人/平方公里（2011年1月1日）。